# ئی‌ئی-۱۱ اوروتو
ئی‌ئی-۱۱ اوروتو (به پرتغالی: EE-11 Urutu) نفربر زره‌پوش چرخ‌دار برزیلی است که کمپانی انگسا در دهه ۱۹۷۰ آن را طراحی کرد. اوروتو یک خودروی چرخ‌دار ۶×۶ است که شباهت زیادی با خودرو زره‌پوش ئی‌ئی-۹ کاسکاول دیگر زره‌پوش ساخت انگسا دارد. در هر دو آن‌ها تا جای ممکن از قطعات موجود در بازار بین‌المللی استفاده شده تا تعمیرات و تهیه قطعات یدکی آن‌ها کم‌هزینه‌تر و ساده‌تر باشد. همین موضوع یکی از دلایل اصلی موفقیت این دو زره‌پوش در بازار صادراتی بوده‌است. هر دو این خودروها مشتریان زیادی را در کشورهای جهان سوم یافته و در جنگ‌های متعددی در خاورمیانه مورد استفاده قرار گرفتند.
تفاوت اصلی اوروتو با کاسکاول این است که کاسکاول یک خودرو زره‌پوش شناسایی است که به یک برجک گردان با توپ ۹۰ میلی‌متری مسلح شده اما اوروتو یک نفربر برای حمل سربازان است که معمولاً فقط به یک تیربار برای دفاع از خود مسلح می‌شود. البته مدل‌های دیگری از اوروتو با سلاح‌های قویتر نیز ساخته شده‌اند.
اوروتو قابلیت حمل ۱۲ سرباز با یک راننده را دارد. وزن خالی آن ۱۱ تن و وزن آمادهٔ نبرد آن ۱۴ تن است. اولین مدل‌ها از یک موتور دیزلی ۱۵۸ اسب بخاری نیرو می‌گرفتند که در مدل‌های بعدی و بهینه‌سازی‌های جدید با موتورهای پرقدرت‌تری تعویش شده‌اند. برد عملیاتی مدل‌های اولیه ۷۵۰ کیلومتر بود که در بهینه‌سازی تازهٔ ارتش برزیل به ۹۵۰ کیلومتر افزایش پیدا کرده‌است. اوروتو یک نفربر آبی-خاکی با قابلیت استفاده در نیروی دریایی است. حداکثر سرعت این خودرو در زمین مسطح ۱۰۰ کیلومتر و بر روی آب ۱۰ کیلومتر است. اوروتو نیز مثل کاسکاول از سیستم تعلیق ابداعی انگسا معروف به «بومرنگ» استفاده می‌کند و یک زره دولایه فولادی دارد که لایه بیرونی آن سخت‌تر و لایه داخلی نرم‌تر است.

## تاریخچه عملیاتی
از اوروتو در این نبردها استفاده شده‌است:
- جنگ داخلی کلمبیا (کلمبیا)
- منازعه چاد و لیبی (لیبی)
- جنگ ایران و عراق (عراق)
- حمله به کویت ۱۹۹۰ (عراق)
- جنگ خلیج فارس ۱۹۹۱ (عراق)
- ماموریت حفظ صلح سازمان ملل در هائیتی (نیروهای برزیلی سازمان ملل)
- جنگ داخلی لیبی ۲۰۱۱ (دولت قذافی و شورشیان مخالف قذافی)

## کاربران
- آنگولا (۲۴)
- بولیوی (۲۴)
- برزیل (۷۲۳) - قرار است تا سال ۲۰۲۰ فعال باشد.
- شیلی (۳۷) -همه فروخته شده‌اند.
- کلمبیا (۵۶) - در حال جایگزینی با ال‌آوی-۳[۱]
- اکوادور (۳۲)
- گابن (۱۱)
- گویان
- عراق (۱۴۸)
- ایران
- لیبی (۴۰)
- پاراگوئه (۱۲)
- عربستان سعودی (۲۰)
- سورینام (۱۶)
- تونس (۱۸)
- امارات متحده عربی (۱۳۲)
- اروگوئه
- ونزوئلا (۳۸)
- زیمبابوه (۷)